# قربانیان هولوکاست

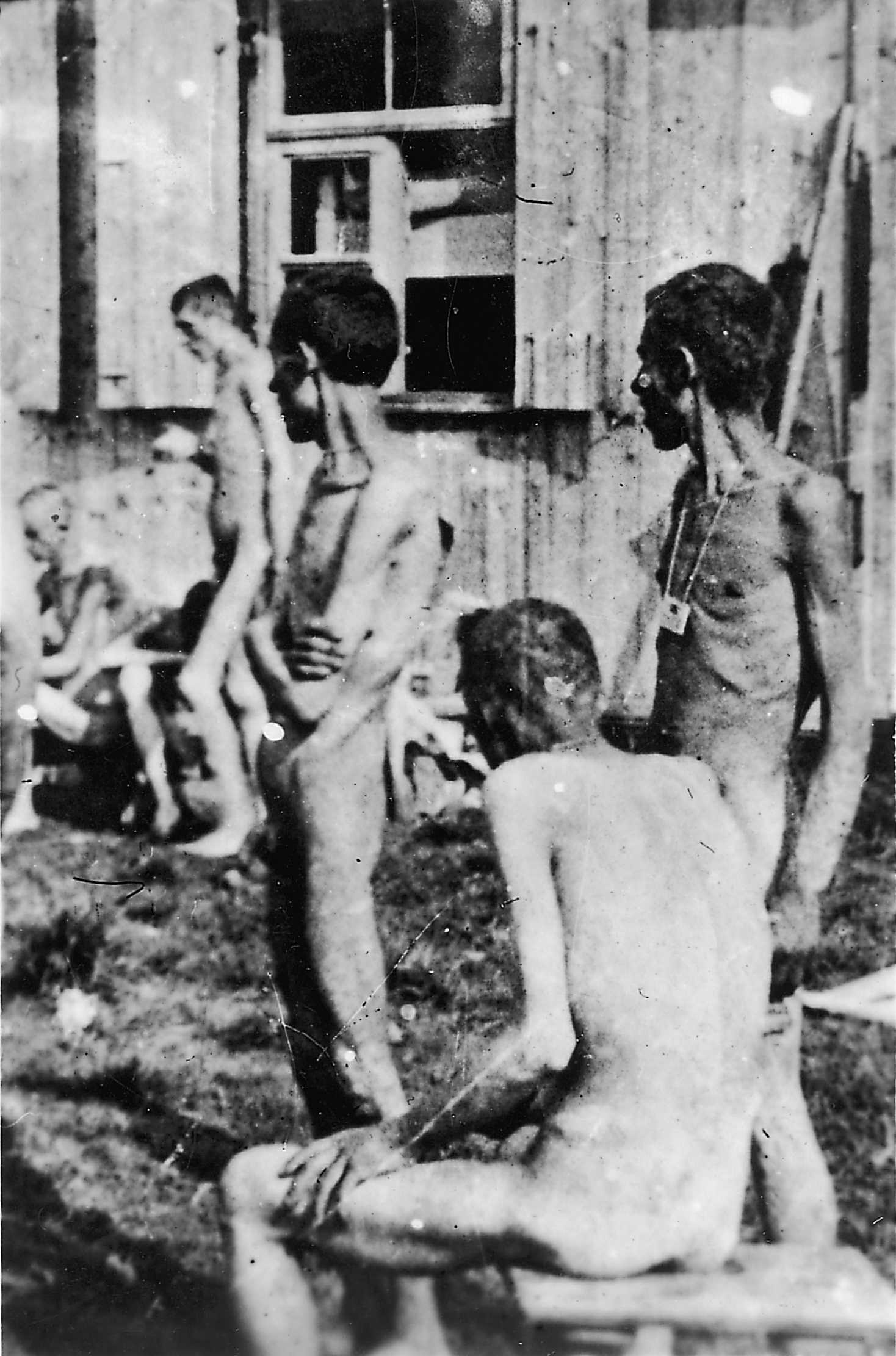
اسیران اردوگاه مرگ بوخن‌والد (۱۶آپریل سال ۱۹۴۵)

اگرچه لفظ قربانیان هولوکاست به یهودیان اشاره دارد، اما نازی‌ها میلیون‌ها نفر از اعضای دیگر گروهایی را که پست یا خطرناک تلقی می‌کردند را تحت آزار و اذیت قرار داده و آن‌ها را به قتل رساندند.
موزهٔ یادبود هولوکاست ایالات متحدهٔ آمریکا در این باره اظهار می‌دارد:
هولوکاست قتل‌عام ۶ میلیون یهودی و میلیون‌ها نفر دیگر توسط نازی‌ها و متحدان آنها در جنگ جهانی دوم بود.
علاوه بر یهودیان، این گروه‌ها نیز مورد هدف نازی قرار گرفتند: لهستانی‌ها (دو و نیم میلیون از کشته شدگان لهستانی، غیر یهودی بودند)، اسلاوها، مردم شوروی (به ویژه اسیران جنگی)، کولی‌ها و به‌طور کلی کسانی که به «نژاد آریایی» تعلق نداشتند؛ بیماران روانی، ناشنوایان، معلولین جسمی، عقب‌ماندگان ذهنی، همجنس‌گرایان، تراجنسی‌ها؛ مخالفان سیاسی از جمله سوسیال دموکرات‌ها و سوسیالست ها؛ دگراندیشان مذهبی برای مثال شاهدان یهوه. با در نظر گرفتن تمام قربانیان، نازی‌ها به‌طور سازمان‌یافته حدود شش میلیون یهودی و یازده میلیون نفر دیگر را در طول جنگ قتل‌عام کردند. به باور دونالد نیویک، با در نظر گرفتن مرگ غیرنظامیان شوروی، شمار کل قربانیان به ۱۷ میلیون می‌رسد.